# 叶石荪
叶石荪（1893年12月12日—1977年1月9日），原名祥麐，后改名麐，字石荪，中國心理学家，教育学家，诗人。 四川兴文人。曾任清华大学、北京大学、山东大学、武汉大学、四川大学、西南師範大學、中央陆军学校教授，中国心理学会常务理事等职。

## 辛亥革命至二次革命時期
早年入永宁中学就读，受校长杨苍白（后曾任孙中山总统府秘书长， 四川省长等职），教师向楚（重庆辛亥革命的主要宣传者、组织者和领导者之一， 曾任四川省政务厅长、代省长）的影响， 倾向于建立共和体制。 中学就读两三年后， 考入四川陆军小学堂，为武装革命作准备。 
四川陆军小学堂毕业后，参加保路武装革命，任督队官。在随之而来的辛亥革命中，担任大汉蜀军政府重庆城防副官，并且与熊克武等人协商组织学生军北伐对满清作战。
辛亥革命胜利后，放弃军政职务，入孙中山创办的苏州蒙藏垦殖学堂，以及在上海的南洋公学求学。适逢二次革命，又参与了陈英士的进攻江南机器制造总局的战斗。因学业优异， 得以免费肄业于南洋公学。旋离开上海，入河海工程学校，毕业后任济南分校教师。又入北京大学哲学系。在北大進修期间，加入陈独秀领导的新青年会。
在北大学习期间，在晨报上撰文支持朝鲜的抗日独立运动。1952年朝鲜人民代表团访问成都期间, 为此向叶麐致谢.
北京大学毕业后，至法国学习心理学，获里昂大学博士学位。继而在巴黎大学心理研究所工作二年。而后回国，任清华大学教授。期间亦任北京大学教授。

## 抗日戰爭至晚年
在清华大学工作五年后的安息年，到山东大学任教（见徐中玉的回忆）。而后卢沟桥事变爆发，离开山东，应武汉大学教务主任朱光潜的邀请， 到武汉大学任教。而后应四川大学校长黄季陆的邀请，任四川大学教务长、副校长、代理校长等职务， 亦任中央大学医学院教授。1949年以后，担任过川西行署委员等职务。1952年院系调整，到西南師範大學教育系任职。在对外联络方面，担任过中法、中比、中瑞、中苏友好协会的理事。
抗日战争时期，也在中央陆军学校（原黄埔军校）兼任军事心理学教授。

## 著作
著作側重於文艺心理学、教育心理学方面，部分诗词收藏在《雍园词钞》、《吴宓诗集》中。